# ARA Austral (Q-21)
Le ARA Austral (Q-21) (ex-RV Sonne allemand) est un navire océanographique  de la Marine argentine pour le Servicio de Hidrografia Naval de Buenos Aires.
D'origine allemande, il appartenait jusqu'en 2014 à RF Forschungsschifffahrt à Bremerhaven. Il a travaillé en coordination avec l'Institut fédéral des géosciences et des ressources naturelles d'Allemagne. Le navire a navigué dans toutes les mers dans le cadre de divers projets géoscientifiques, mais ces dernières années, il a passé la majeure partie de son temps en mer dans les océans Pacifique et Indien. Un grand nombre de ses voyages de recherche ont été financés par le ministère fédéral de l'Éducation et de la Recherche (Allemagne)]. À la fin de 2005, le RV Sonne avait effectué 200 expéditions pour le compte d'instituts de recherche marine et d'universités allemands.

## Histoire
Sa quille a été mise en place en août 1968 au chantier naval Rickmers-Werft à Bremerhaven, en Allemagne, en tant que chalutier. Après son lancement en décembre 1968, le navire était actif pour la pêche en mer du Nord. En 1977, il a été acquis par RF Reedereigemeinschaft Forschungsschiffahrt. Le Sonne a été transformé en un navire de recherche scientifique, car le gouvernement fédéral allemand avait besoin d'un navire de recherche scientifique pour étudier les ressources marines. Les travaux de conversion ont été réalisés conjointement par les chantiers navals Schichau Unterweser (1977) et Rickmers Shipyard (1978).
En 1991, le RV Sonne se trouvait dans le chantier naval Schichau Seebeck, où il avait été rénové et modernisé. La longueur du navire a été prolongée de 10,8 m et il a reçu un pont supplémentaire dans la superstructure et une nouvelle salle des moteurs. Le coût des modifications a atteint environ 52 millions de marks. De plus, la rénovation du matériel scientifique valait 19 millions de marks.
Le ministère fédéral de l'Éducation et de la Recherche (Allemagne) a commandé la construction d'un nouveau navire de recherche en mai 2011 en remplacement du Sonne . Le nouveau navire, également appelé FS''Sonne'', a été construit au chantier naval Meyer Werft à Papenburg, où il a été lancé le 5 avril 2014, remplaçant l'ancienne Sonne au début de 2015. La dernière croisière du RV Sonne a eu lieu en août 2014, après quoi il a été retiré du service et mis en vente.
En mai 2014, le navire a été inspecté au Cap par une délégation du Conseil national pour la recherche scientifique et technique d'Argentine (CONICET) et de la préfecture de la marine argentine. Le 5 février 2015, le RV Sonne est arrivé à la base navale de Mar del Plata, après avoir été vendu à la CONICET pour un montant de 5 150 000 €, pour être intégré au CONICET dans le cadre de l'initiative Pampa Azul.
Pour les investigations scientifiques, le navire est équipé de plusieurs bras de levage et de plusieurs grues, dont une centrale pouvant soulever jusqu'à 15 tonnes et un porte-bagages arrière (jusqu'à 12 t) pouvant pivoter autour de 125°. En outre, le navire dispose de sonars à des fins scientifiques. Les scientifiques ont à leur disposition 18 laboratoires et salles de travail scientifiques. Plusieurs emplacements spécifiques sur le pont peuvent être adaptés pour transporter jusqu'à dix conteneurs pouvant servir de laboratoires supplémentaires ou de stockage de matériaux de toutes sortes.

## Galerie

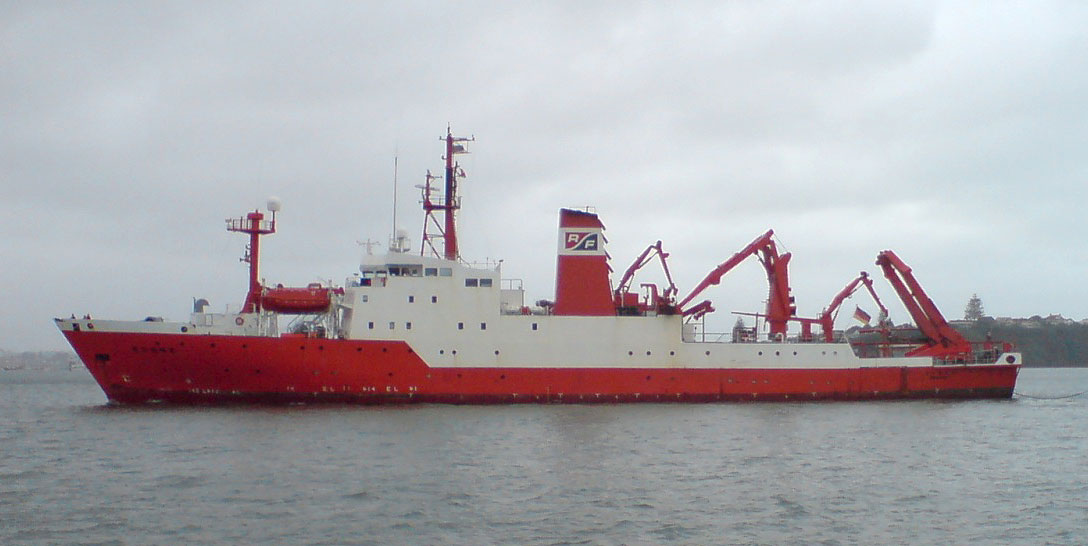
RV Sonne
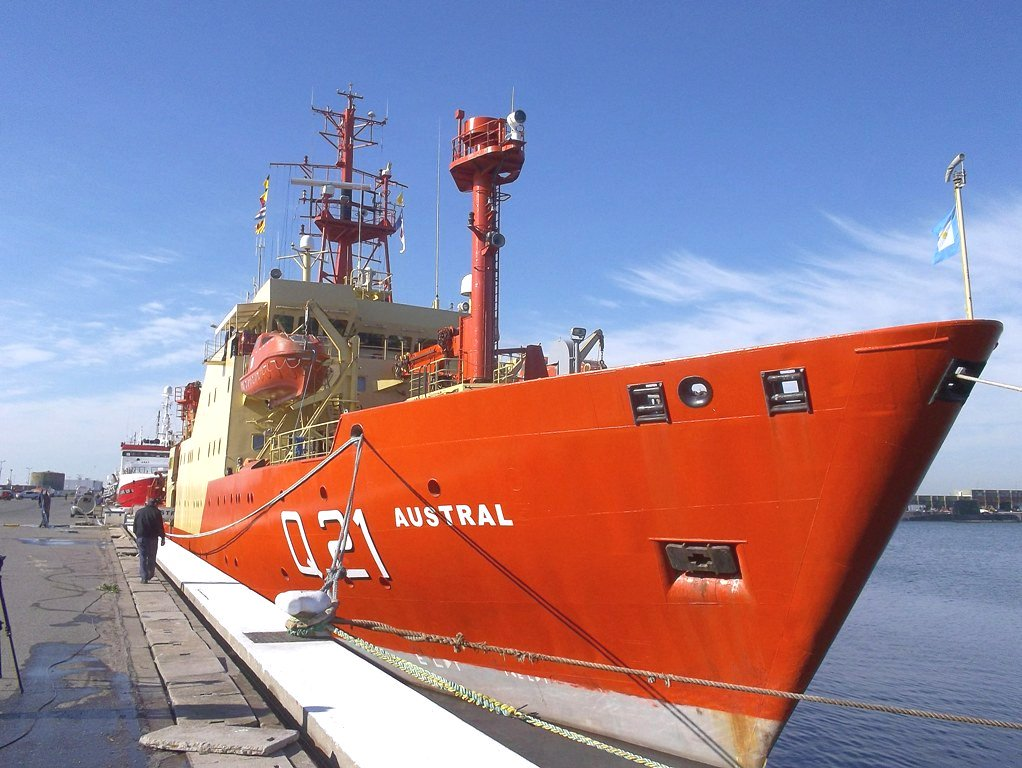
ARA Austral

### Note et référence
- (es) Cet article est partiellement ou en totalité issu de l’article de Wikipédia en espagnol intitulé « ARA Austral (Q-21) » (voir la liste des auteurs).